# On veut des légendes
Pistes de Jambalaya
Les Caresses L'Arche de Noë revisitée
On veut des légendes est une chanson d'Eddy Mitchell, sur une musique de Pierre Papadiamandis. Interprétée en duo avec Johnny Hallyday, elle sort en 2006, sur l'album de Mitchell Jambalaya.

## Autour de la chanson
Les carrières d'Eddy Mitchell et Johnny Hallyday ont (entre autres), en communs, de compter le plus grand nombre de duos ensemble (cent quatre au total, sur quarante trois titres différents), interprétés à la télévision ou sur scène, mais c'est ici la première fois qu'ils enregistrent un duo en studio pour un titre prévu sur un album. 
Sur le même disque, Eddy Mitchell et Johnny Hallyday enregistrent un autre morceau ensemble, cette fois en trio, avec Little Richard. Il s'agit de la reprise faite par Hallyday, en 1962, d'un titre d'Eddie Cochran, Somethin' Else, devenu en français Elle est terrible. Cette version selon les couplets mêle la version originale (ici chantée par Little Richard) et la version française.
Le duo devient trio, en 2014 et 2017, Jacques Dutronc joignant sa voix à celles d'Hallyday et Mitchell, dans le cadre du tour de chant de Les Vieilles Canailles.
Eddy Mitchell enregistre en duo avec Alain Souchon une nouvelle version du titre, cette fois sous forme de ballade, sur son album La Même Tribu, en 2017.

## Session d'enregistrement et musiciens
Les musiciens :
- Val Mc Callum : guitare
- Davey Faragher : basse
- Pete Thomas : batterie
- Chris Spending : guitare acoustique

## Discographie
- 23 octobre 2006 : album Polydor Jambalaya

- 2007 : CD promo Polydor 11398[3] : On veut des légendes

Discographie live :
- 2007 : Jambalaya Tour (l'album propose la version solo enregistrée en public par Eddy Mitchell, ainsi qu'en bonus le duo avec Johnny Hallyday enregistré à Genève le 28 avril 2007).
- 2019 : Les Vieilles Canailles Le Live (enregistré à Bercy en juin 2017, trio réunissant Johnny Hallyday, Jacques Dutronc et Eddy Mitchell)